# 国家记忆研究院

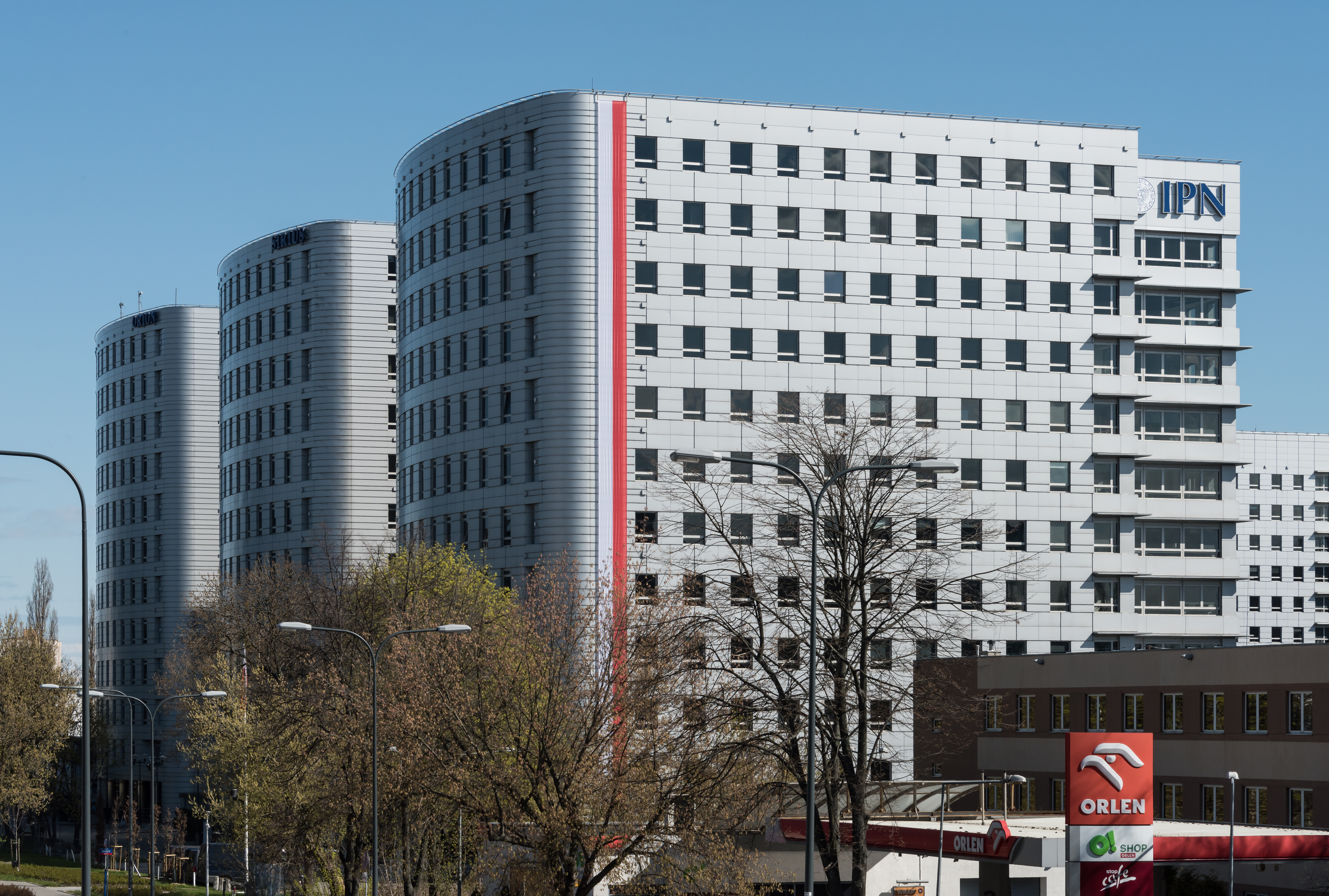
位于华沙的国家记忆研究院

国家记忆研究院暨對波蘭國家犯罪公訴委員會（波兰语： Instytut Pamięci Narodowej – Komisja Ścigania Zbrodni przeciwko Narodowi Polskiemu）是一个成立于1998年12月18日，与波兰政府相联系的研究机构，负责实行除垢政策，也具有起诉的权力。该机构由波兰议会立法决定设立，专门从事针对20世纪波兰历史的法律和历史方面的研究，调查纳粹统治时期和共产党统治时期所犯的罪行。2021年其负责人为卡罗尔·纳夫罗茨基。